# Skuru IK
Skuru IK (Idrottsklubben) ist ein schwedischer Sportverein aus Skuru. Zu den angebotenen Sportarten zählen Handball, Bowling, Eishockey, Basketball, Gymnastik und Schwimmsport.

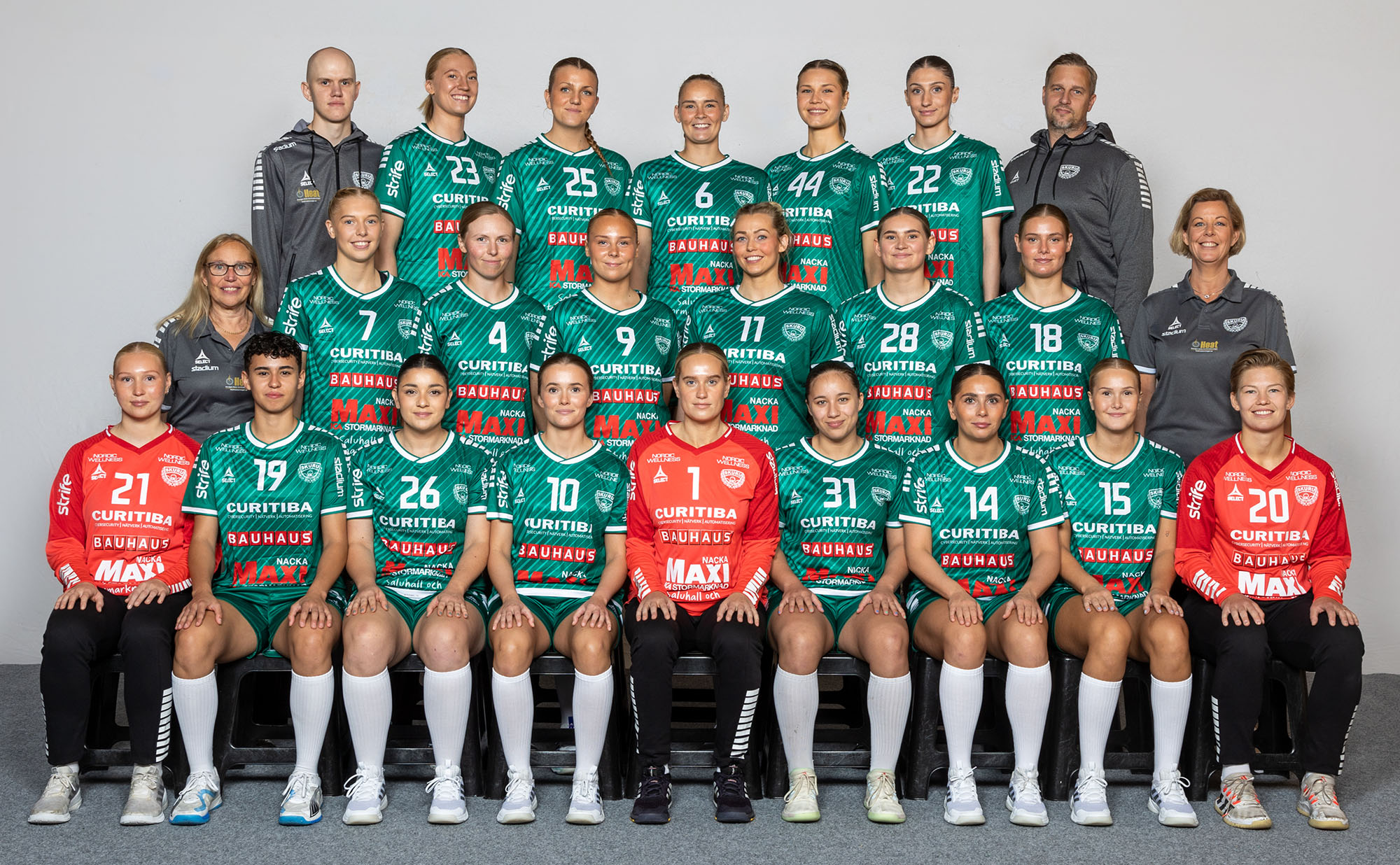
Die erste Mannschaft des Vereins in der Handballsaison 2024/2025

Die erste Damen-Handball-Mannschaft des Vereins wurde in den Jahren 2001, 2004, 2005 und 2021 schwedischer Meister und spielt aktuell in der höchsten schwedischen Spielklasse, der Handbollsligan Dam. Weiterhin gewann Skuru im Jahr 2022 den schwedischen Pokal.
Die Eishockeyabteilung nahm in den 1940er Jahren mehrfach an der damals noch in Pokalform ausgetragenen schwedischen Meisterschaft sowie in der Saison 1944/45 in der damals höchsten schwedischen Spielklasse, der Division 1, teil. Im Jahr 1976 fusionierte die Eishockeyabteilung des Skuru IK mit den Eishockeyabteilungen von Nacka SK und Atlas Copco IF. Der Fusionsverein spielte zunächst unter dem Namen NSA-76, änderte 1980 jedoch den Namen in Nacka HK. 